# اسطوره‌شناسی عرب

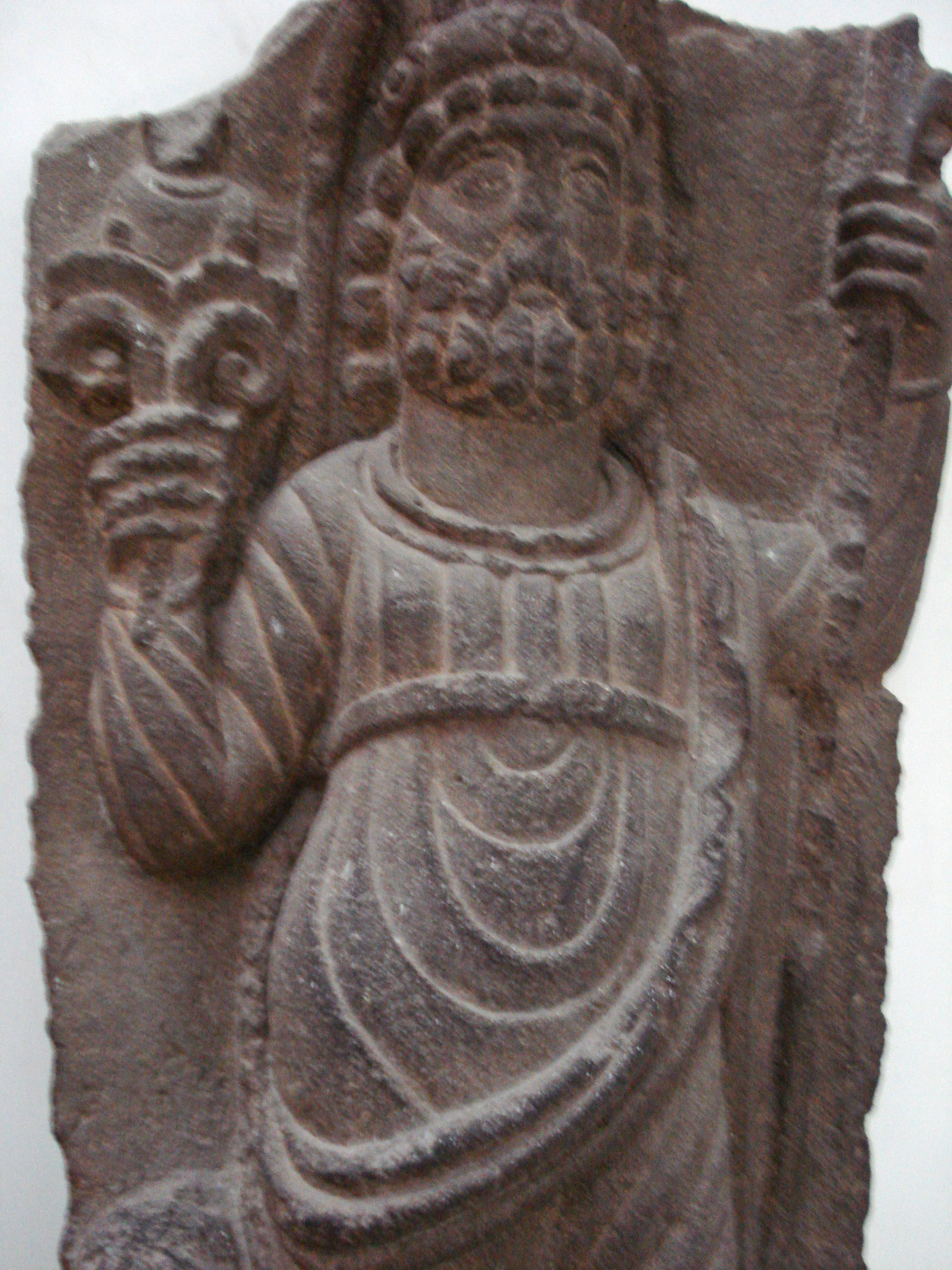
ذوشرا، موزه ملی دمشق

اسطوره‌شناسی عرب شناختِ اعتقادات باستانی در عربستان پیش از اسلام در مردم عرب است. پیش از اسلام کعبه در مکه از نمادهای بی‌شمارِ نشاندهندهٔ شیاطین همچون روح خبیث، جن، نیمه خدایان، خدایان و در کل، خدایان قبیله‌ای -که قادر به انجام هر کاری بودند- و نماینده فرهنگِ چندخدایی در عربستان پیش از اسلام بودند پوشیده شده بود.

## خدایان
مکیان، الله را خدای آفریننده یابرتر می‌دانستند. الله به عنوان خالق جهان و آورنده باران تلقی می‌شد ولی برخلاف اسلام، خدای یگانه نبود. مکیان الله را خویشاوند با جنیان و دارای خانواده می دانستندو یک پسر و سه دختر (لات، منات و عزی) به او نسبت می‌دادند. نام پدر پیامبر اسلام، عبدالله (بندهٔ الله) بود. دختران الله هر یک نقشی داشتند: لات یا اللات الاههٔ جهان زیرین، عزی یا العزّا (بمعنی قویترین) الاهه باروری و معادل ونوس رومیان، و مورد مراجعه در زمان جنگ، و منات یا المنات، الاهه سرنوشت، بودند. اوس و خزرج پرستندگان منات بودند، به زیارتش می‌رفتند و قربانی می‌دادند و سر می‌تراشیدند.

### سایر خدایان مهم
- هبل (Hubal): به‌شکل انسانی با دست راست طلایی و در کعبه نگهداری می‌شد.
- مناف (Manaf): خدای زنان و قاعدگی بود. نام ابوطالب پدر علی عبد المناف است
- ود (Wadd): خدای عشق و دوستی. مار حیوان مقدس او بود.
- ام (Amm): پرستش این خدا در رابطه با آب و هوا و به ویژه صاعقه بود.
- تألب (Ta'lab):خدای ماه بود و کاهنان او مورد مشورت بودند.
- ذوالحلاس:(Dhu'l-Halasa):خدای پیشگویی بود و به‌شکل یک سنگ سفید پرستش می‌شد.
- شیخ القوم (Shaykh Al-Qawm): خدای جنگ و شب و حامی کاروانها بود.
- ذوالشری (Dhushara): خدای کوهستان بود.

### ارواح
- جن
- مارد
- عفریت

### غول‌ها
- نسناس
- غول
- بهموت